# گورستان‌های خارجی‌ها در ژاپن

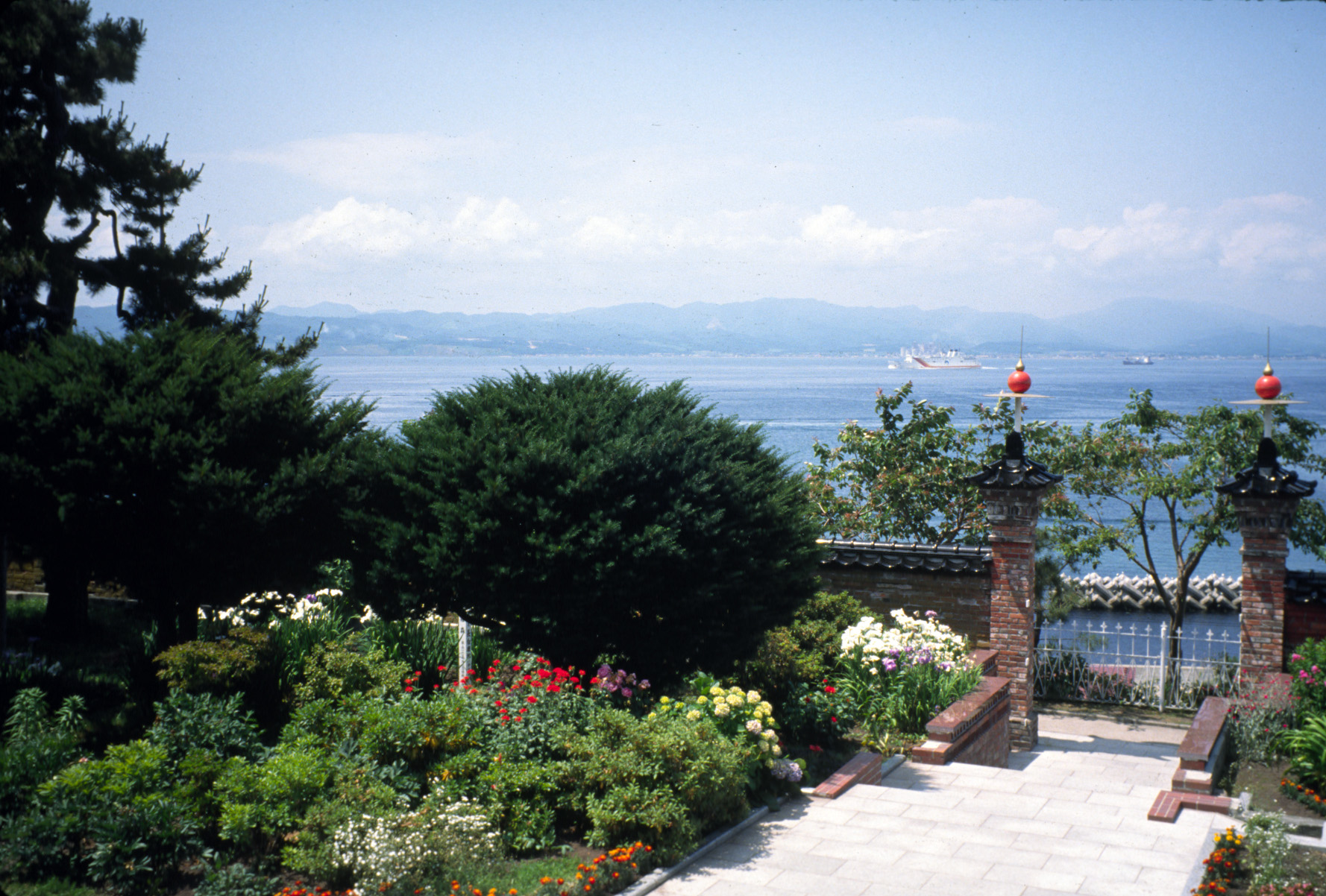
گورستان خارجی‌ها در هوکوداته

گورستان‌های خارجی‌ها در ژاپن (به ژاپنی: 外国人墓地, gaikokujin bochi)، عمدتاً در توکیو و در بندرهای پیمانی سابق کوبه (شهر)، هاکوداته، ناگاساکی و یوکوهاما واقع شده‌اند. آنها حاوی بقایای فانی ساکنان طولانی مدت ژاپن یا سایر خارجی‌هایی هستند که در ژاپن مرده‌اند و از هر یک از گورستان‌های نظامی جدا هستند.